# Bội Trân
Bội Trân (Sinh năm 1957) là hoạ sĩ tự học gốc Huế chuyên về tranh sơn dầu và sơn mài. Bà là nữ hoạ sĩ Việt Nam thứ hai của nền Mỹ Thuật Hiện Đại Việt Nam, sau hoạ sĩ Lê Thị Lựu (1911-1988). Tranh của bà có mặt trong nhiều cuộc triển lãm, nhà đấu giá quốc tế như Christie's, Sotheby's, Ravenel, Bonham's, Hindman,... và nằm trong nhiều bộ sưu tập trong nước và nước ngoài.
Họa sĩ Bội Trân là nhà sưu tập nghệ thuật, chủ sở hữu một trong những phòng trưng bày nghệ thuật tư nhân tiên phong tại Huế từ những năm 1990 .
Ngày 23 tháng 3 năm 1998, bà khai trương phòng trưng bày nghệ thuật thứ hai tại Khách sạn Saigon Morin. Sự kiện có Bộ trưởng Bộ Văn hoá, Thông tin Nguyễn Khoa Điềm đến tham dự và cắt băng khánh thành trước sự góp mặt, chứng kiến của nhiều hoạ sĩ, nghệ sĩ nổi tiếng từ các miền Bắc, Trung, Nam.
Với niềm đam mê phục dựng và gìn giữ văn hoá nhà rường Huế, Bội Trân cũng là nhà kiến tạo, kiến trúc sư cho hai khu vườn của bà ở đồi Thiên An và đồi Kim Sơn tại vùng đất cố đô này.
Bội Trân còn là một đầu bếp, nhà văn hoá ẩm thực. Năm 2014, Anthony Bourdain đã đến thăm Nhà vườn Bội Trân, phỏng vấn và làm phim về nghệ thuật, kiến trúc và văn hoá ẩm thực Bội Trân trong chương trình Anthony Bourdain: Parts Unknown công chiếu trên đài truyền hình CNN.

## Sự nghiệp hội hoạ
Bội Trân, một họa sĩ nổi tiếng tại Huế, đã ghi dấu ấn trong làng hội họa Việt Nam và quốc tế với phong cách sáng tác độc đáo, thể hiện qua nhiều chất liệu như sơn dầu, sơn mài... Bà bắt đầu sự nghiệp hội họa theo con đường tự học, chịu ảnh hưởng sâu sắc từ các nghệ sĩ lớn của Việt Nam, đặc biệt là Nguyễn Trung, người thầy đã góp phần định hình phong cách của bà. Tuy là một họa sĩ tự học, bà đã không ngừng trau dồi kỹ năng và đạt được thành công quốc tế khi tranh của bà thường xuyên xuất hiện tại các sàn đấu giá danh giá như Christie's, Sotheby's, Ravenel, Bonham's, Hindman. Đây là thành tựu đáng chú ý vì không nhiều họa sĩ Việt Nam đạt được vị trí này trên trường quốc tế.
Trong sự nghiệp sáng tác, Bội Trân thường lấy cảm hứng từ các giá trị văn hóa và nhân văn sâu sắc, với những tác phẩm thiếu nữ mặc áo dài hay tranh về đề tài Phật giáo. Tranh thiếu nữ của bà nổi bật với hình ảnh tà áo dài, mái tóc đen, và ánh mắt sâu lắng. Dáng vẻ thánh thiện và cổ điển của các nhân vật thiếu nữ trong tranh bà được khắc họa như một biểu tượng cho tình yêu, lòng nhân ái, và vẻ đẹp của người phụ nữ Việt Nam. Những bức tranh thiếu nữ của bà khắc họa hình ảnh người phụ nữ Việt Nam vừa truyền thống vừa đầy bí ẩn, với một sự tinh tế trong cách diễn đạt tâm trạng, cảm xúc và như là một phương tiện để bày tỏ nỗi niềm và những trải nghiệm cá nhân của mình. Trong khi đó, các tác phẩm về Phật giáo của Bội Trân là nơi bà thể hiện cái nhìn sâu sắc về tâm linh và triết lý sống qua hình thức sáng tác tinh tế và giàu cảm xúc. Sự đa dạng về chủ đề và kỹ thuật đã giúp bà tạo nên dấu ấn riêng biệt trong làng hội họa.
Không chỉ giới hạn ở hội họa, Bội Trân cũng đóng góp nhiều cho lĩnh vực sưu tập mỹ thuật với gần 2.000 tác phẩm quý giá của mình và nhiều hoạ sĩ tên tuổi khác. Bộ sưu tập nghệ thuật được bà trưng bày tại gallery riêng tại Huế, góp phần quan trọng vào việc phát triển và bảo tồn nghệ thuật văn hóa của vùng đất cố đô.

## Kiến trúc
Nhà vườn Bội Trân là một trong những công trình kiến trúc nhà vườn tiêu biểu tại Huế, Việt Nam. Tọa lạc ở vùng đất cố đô, nhà vườn Bội Trân thể hiện sự kết hợp hài hòa giữa kiến trúc truyền thống nhà rường và cảnh quan thiên nhiên đặc trưng của vùng đất Thừa Thiên Huế. Nhà vườn này nổi bật với không gian rộng rãi, thiết kế mở và sự chăm chút trong việc bảo tồn các giá trị văn hóa và nghệ thuật địa phương.
Kiến trúc của nhà vườn Bội Trân theo phong cách nhà rường Huế truyền thống, sử dụng các vật liệu chủ đạo là gỗ tự nhiên, với kết cấu chịu lực bằng các cột gỗ lớn và hệ thống kèo chồng rường. Những chi tiết chạm khắc tinh xảo trên gỗ phản ánh trình độ kỹ thuật cao của các nghệ nhân Huế xưa. Không gian bên trong được thiết kế giản dị nhưng thanh lịch, phù hợp với lối sống và văn hóa bản địa.
Điểm đặc biệt của nhà vườn Bội Trân là khu vườn bao quanh, được quy hoạch cẩn thận với nhiều loại cây xanh, hồ nước và lối đi được bố trí hài hòa, tạo nên một không gian sống gần gũi với thiên nhiên. Vườn cây trong khuôn viên không chỉ mang giá trị thẩm mỹ mà còn giúp điều hòa không khí, tạo cảm giác yên bình và thoáng đãng. Đây là yếu tố quan trọng trong các thiết kế nhà vườn Huế, nơi thiên nhiên đóng vai trò trung tâm trong việc hình thành không gian sống.
Ngoài giá trị kiến trúc, nhà vườn Bội Trân còn là không gian trưng bày nghệ thuật và văn hóa Huế, đóng vai trò quan trọng trong việc bảo tồn và phát huy di sản văn hóa cố đô. Chủ nhân của nhà vườn, họa sĩ Bội Trân, đã sử dụng không gian này để giới thiệu các tác phẩm nghệ thuật của mình và các nghệ sĩ khác, đồng thời tạo cơ hội cho du khách tìm hiểu về truyền thống và nghệ thuật Huế. Nhà vườn Bội Trân không chỉ là một công trình kiến trúc đặc sắc, mà còn là một biểu tượng của sự kết nối giữa quá khứ và hiện tại, giữa kiến trúc và thiên nhiên. Đây là một minh chứng sống động cho giá trị bền vững của văn hóa nhà vườn Huế, góp phần bảo tồn và phát triển di sản văn hóa vật thể và phi vật thể của vùng đất cố đô.

## Phim điện ảnh
Trong bộ phim Gái già lắm chiêu 3 do Namcito và Bảo Nhân làm đạo diễn, được quay năm 2019 và công chiếu vào tháng 1 năm 2020 trên các rạp tại Việt Nam. Theo đạo diễn Bảo Nhân thì nhân vật Thái Tuyết Mai được lấy cảm hứng trên cuộc đời và câu chuyện của nữ họa sĩ Bội Trân.